# Olga Rudel-Zeynek

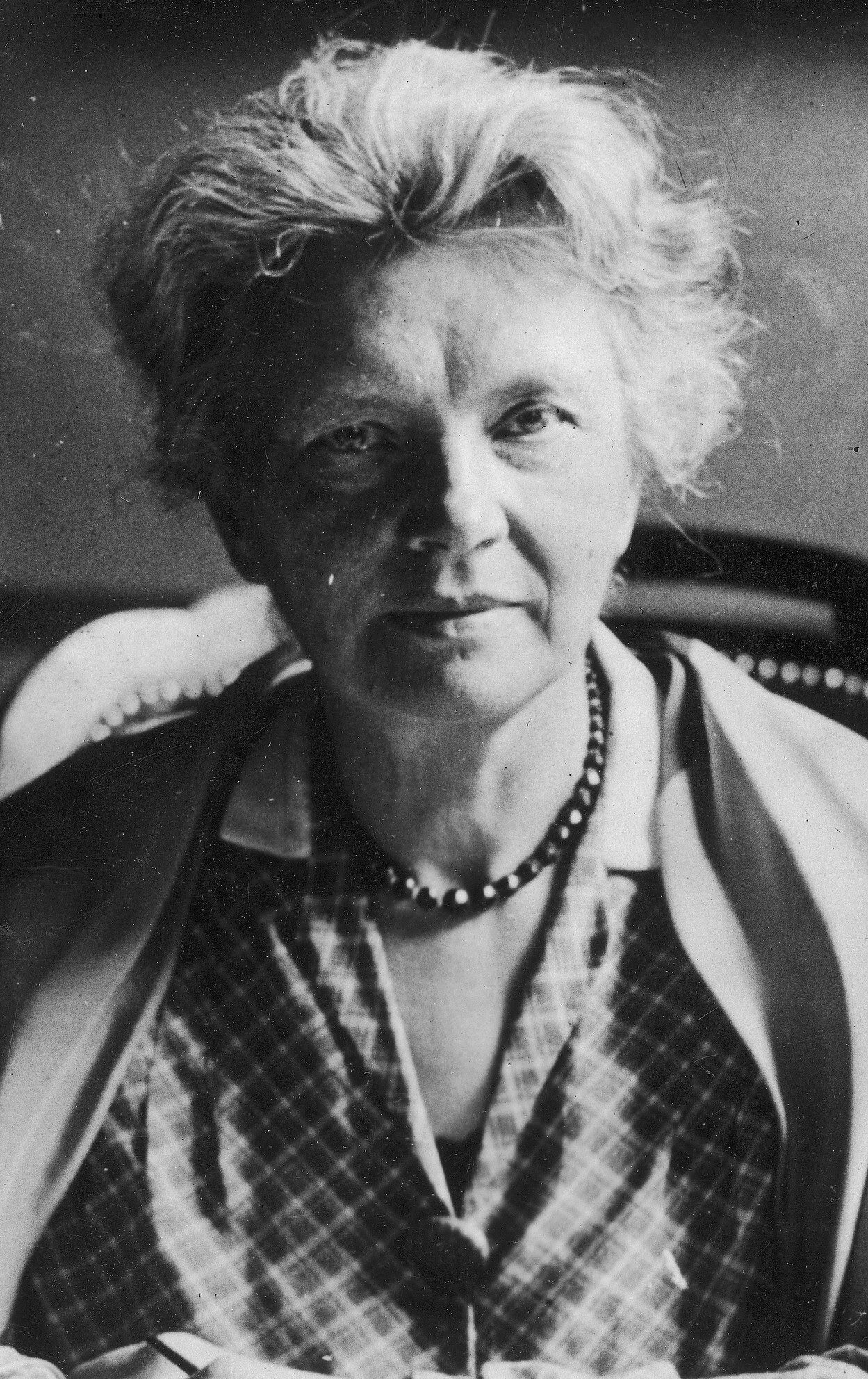
Olga Rudel-Zeynek

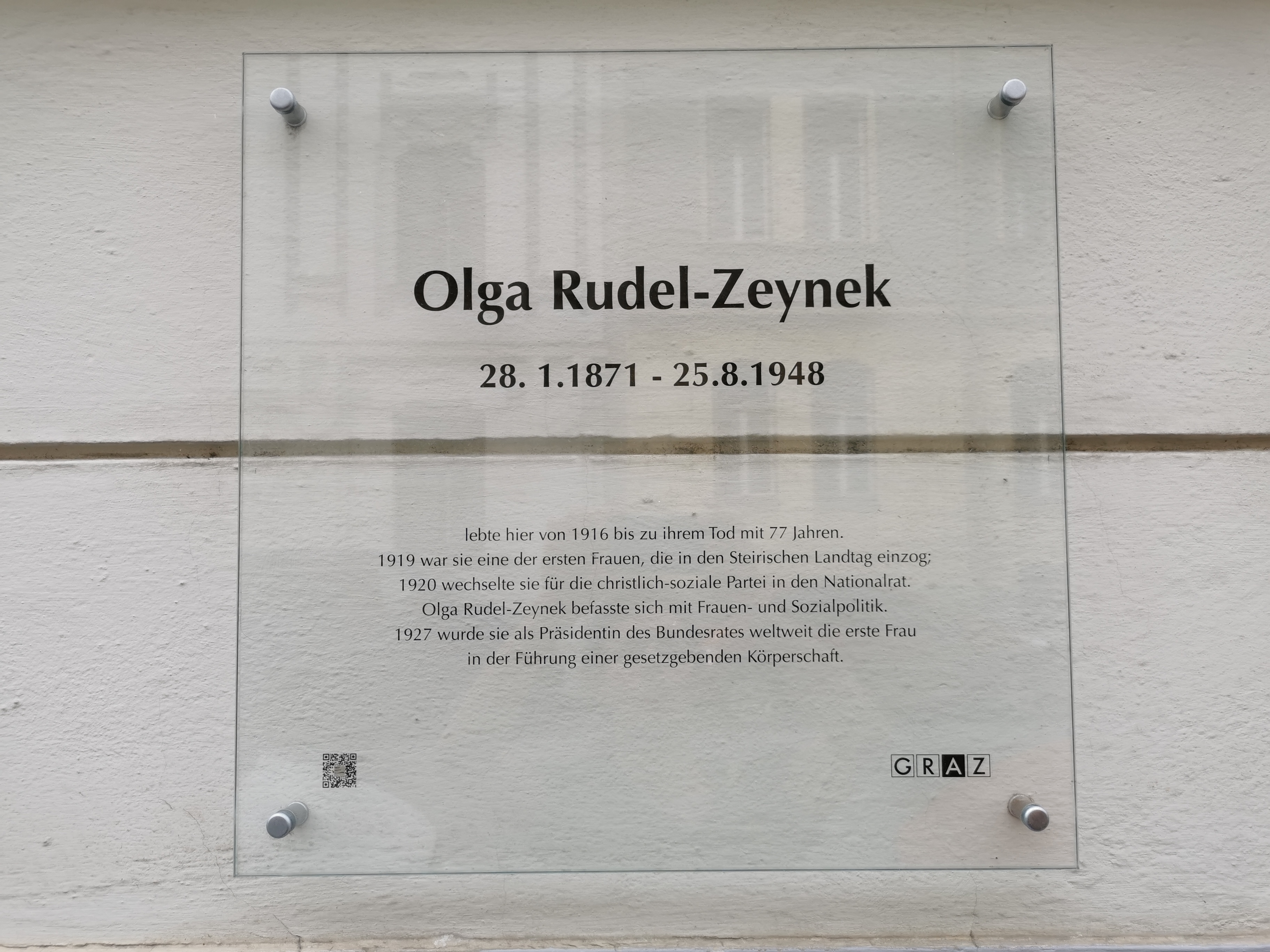
Gedenktafel für Olga Rudel-Zeynek an ihrem Wohnhaus in Graz

Olga Rudel-Zeynek (gebürtig: Olga von Zeynek; * 28. Januar 1871 in Olmütz, Mähren; † 25. August 1948 in Graz, Steiermark) war eine österreichische Politikerin.

## Leben

### Kindheit und Jugend
Olga Rudel-Zeynek wurde als zweites von drei Kindern und einzige Tochter des Landesschulinspektors für Österreichisch-Schlesien Gustav Ritter von Zeynek (1837–1901) und dessen Ehefrau Marie von Močnik (1852–1903) geboren. Ihr Großvater mütterlicherseits war der Mathematiker Franz von Močnik. Ihre Brüder hießen Richard und Theodor. Nachdem ihr Vater im Jahr 1872 zum Schulinspektor für die Volksschulen und Lehrerbildungsanstalten in Schlesien befördert worden war, zog die Familie nach Troppau, wo Zeynek den Rest ihrer Kindheit verlebte. Die Kinder der Zeyneks genossen eine gute privilegierte Erziehung; Olga selbst trat nach der Bürgerschule in eine Höhere Töchterschule ein, die von den Ursulinen in Jeseník geleitet wurde. Bereits als junges Mädchen zeigte sie sich sozial und politisch interessiert, was ihr im späteren Leben noch von Nutzen sein würde. 1881 zog die Familie Zeynek nach Wien, wo ihr Vater, der kurz zuvor zum Ritter geschlagen worden war, eine Anstellung im Bundesministerium für Unterricht, Kunst und Kultur gefunden hatte.
Hier lernte sie auch ihren Ehemann, den kaiserlich-königlichen Offizier Rudolf Rudel kennen, den sie im Jahr 1897 heiratete. Mit ihrem Mann musste sie danach oft den Wohnort wechseln und lebte in verschiedenen Garnisonstädten der damaligen österreichisch-ungarischen Monarchie, darunter Nowy Sącz, Trient, Lemberg, Sopron und Ternopil. Beim Ausbruch des Ersten Weltkriegs, im Jahr 1914, hielt sich Rudel-Zeynek bei Verwandten in Graz auf. Ihr Ehemann wurde an der Front mehrmals verwundet und übte danach ab September 1915 das Amt des Vizepräsidenten am kaiserlich-königlichen Obersten Landwehrgerichtshof in Wien aus. Olga Rudel-Zeynek weigerte sich jedoch, ebenfalls nach Wien zu ziehen und blieb in Graz. Die Ehe der beiden wurde im Mai 1918, nach rund 21 Ehejahren, geschieden.

### Politischer Werdegang
Während des Kriegs half Rudel-Zeynek in einer Armenküche in Graz aus; auch war sie in verschiedenen sozial-karitativen Einrichtungen tätig und engagierte sich in der Katholischen Frauenorganisation. Sie begann Märchen zu verfassen, die sie in verschiedenen Zeitungen publizierte. Auch hielt sie Vorträge über soziale Anliegen und wies auf die Bedeutung der Frau in Kriegszeiten hin.
Nach dem Zusammenbruch der Monarchie und der Ausrufung der Republik, folgte die Einführung des allgemeinen Frauenwahlrechts. Olga Rudel-Zeynek nützte diese Gelegenheit, um Frauen auf die Notwendigkeit ihres Wahlrechts aufmerksam zu machen; gleichzeitig wollte sie, dass Frauen auch politische Ämter ausüben sollten. Dabei war sie auch mit sexistischen Gegenstimmen konfrontiert; So soll bei einem ihrer Vorträge ein männlicher Zuschauer gerufen haben: Verdammtes Weibsvolk, bleibt’s bei euere Kochlöffel! Ein anderer rief: Lieber einen Chinesen als eine weibliche Abgeordnete!
Bei der Wahl der konstituierenden Nationalversammlung, die im Februar 1919 abgehalten wurde, wurde Olga Rudel-Zeynek von der Christlichsozialen Partei (CSP) als Listendritte des Wahlkreises Graz und Umgebung aufgestellt, verfehlte jedoch knapp den Einzug in den Nationalrat. Als im Mai 1919 die Wahl zum steiermärkischen Landtag stattfand, kandidierte sie erneut, fand sich ebenfalls an dritter Stelle der Wählerliste, hatte dieses Mal jedoch mehr Glück. Zusammen mit den ebenfalls weiblichen Abgeordneten Marianne Kaufmann (CSP) und Martha Tausk (SPÖ) zog sie in den Landtag ein. Olga Rudel-Zeynek drang in zahlreiche einst männliche Domänen vor und saß unter anderem im volkswirtschaftlichen Ausschuss des Landtags und engagierte sich vor allem für frauen- und bildungspolitische Anliegen.
Bei der Wahl zum Nationalrat im Oktober 1920 verfehlte Rudel-Zeynek erneut den Einzug in das Parlament, hatte jedoch zwei Monate später Glück. Als der Abgeordnete Kaspar Hosch sein Mandat zurücklegte, konnte Rudel-Zeynek im Dezember 1920 dessen Sitz im Nationalrat einnehmen. Als das Parlament 1923 erneut gewählt wurde, hatte sie erneut Glück, da sie dieses Mal ein Direktmandat bekam. Olga Rudel-Zeynek gehörte bis zum 18. Mai 1927 als Abgeordnete dem Nationalrat an. Sie saß unter anderem im Justiz- und Bildungsausschuss des Parlaments und konnte 1922 jenes noch heute gültige Gesetz zur Ratifizierung bringen, das die Alkoholabgabe an Jugendlichen untersagte. Auch engagierte sie sich im Besonderen für Frauenangelegenheiten und konnte so unter anderem durchsetzen, dass auch Mädchen gleiche Bildungschancen wie Jungen erhalten sollten. Bei der Wahl zum Nationalrat des Jahres 1927 kandidierte sie nicht erneut; ob es freiwillig geschah oder ob sie von ihrer Partei nicht mehr nominiert wurde, darüber gibt es unterschiedliche Angaben. Trotz einer Resolution der christlichsozialen Frauen am Parteitag im Jahr 1927, die eine Rückkehr Rudel-Zeyneks in den Nationalrat forderten, blieb dieser auch bei der Nationalratswahl 1930 ein Listenplatz verwehrt.
Im Mai 1927 wurde sie in den Bundesrat gesandt und übernahm am 1. Dezember desselben Jahres, als der Steiermark vergönnt war, den Präsidenten des Bundesrats zu stellen, den Vorsitz. Olga Rudel-Zeynek war somit die erste Frau der Moderne, die in einem Staat einer parlamentarischen Körperschaft vorstand. Nach dem Ende der Legislaturperiode, am 6. Oktober 1930, folgte am 4. Dezember 1930 erneut die Wahl Rudel-Zeyneks in den Bundesrat. Am 1. Juni 1932 gelang ihr erneut die Präsidentschaft des Bundesrats zu übernehmen, die zu bis zum 30. November 1932 innehatte. Ihr Ausscheiden aus dem Bundesrat, im April 1934, ging auch mit der Auflösung des Bundesrats einher.
Auch engagierte sich Olga Rudel-Zeynek neben ihrer bundespolitischen Aufgaben auch für steirische Belange und konnte so im Sommer 1932 die obersteirische Stadt Eisenerz durch Spenden aus der Schweiz vom wirtschaftlichen Ruin bewahren.

### Letzte Lebensjahre

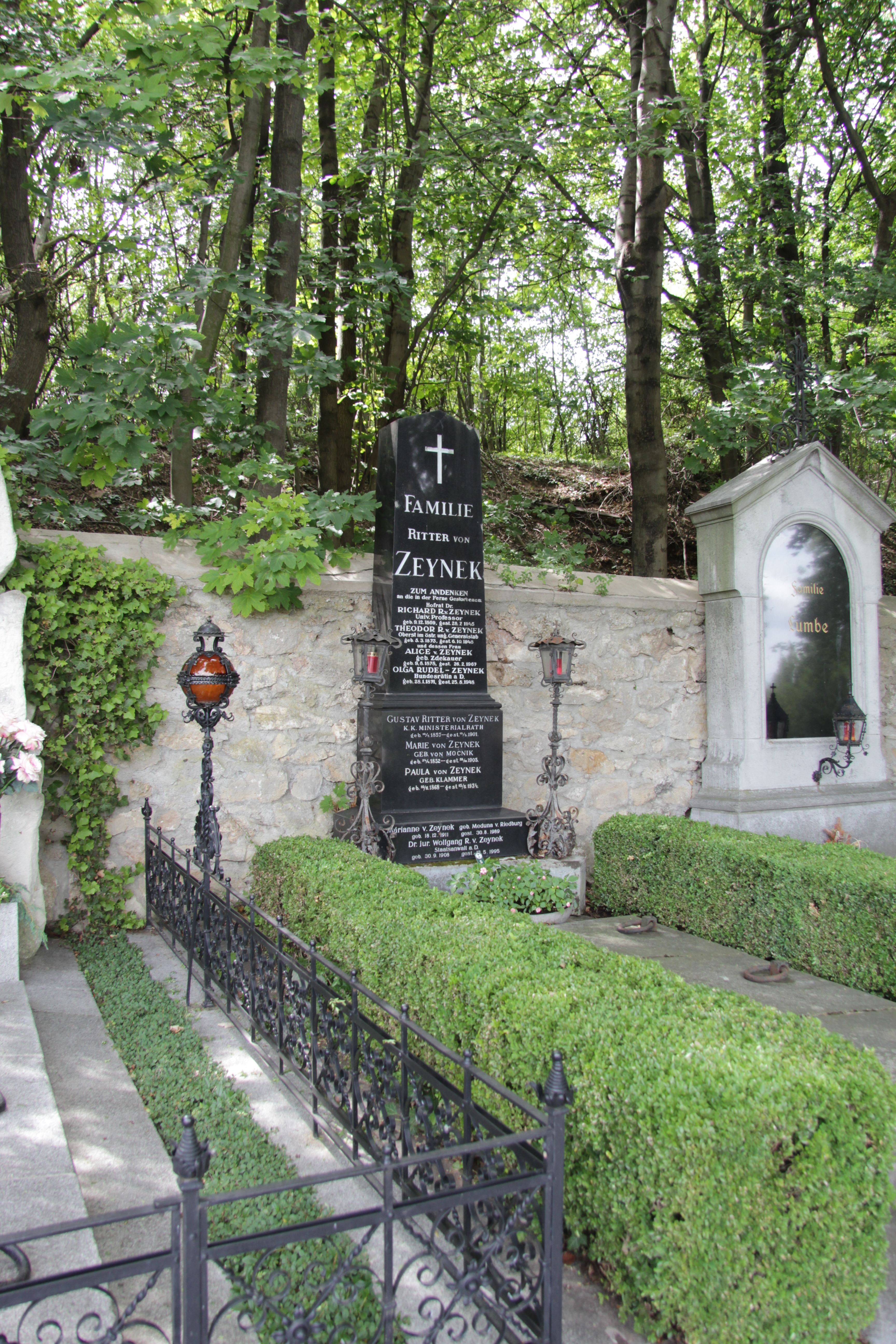
Grabmal am Mödlinger Friedhof

Wie es Olga Rudel-Zeynek nach 1934 erging, ist nur fragmentarisch gesichert. Sie trat schon früh gegen den aufkommenden Nationalsozialismus auf und übte nach dem Anschluss Österreichs an Deutschland nur stille Opposition. Die letzten Kriegsjahre verbrachte sie in Graz, wo sie Zeugin der massiven Luftangriffe durch die Alliierten wurde.
Nach dem Krieg schrieb sie Kolumnen für Tageszeitungen und forderte die Frauen auf, bei der Landtagswahl im Herbst 1945 von ihrem Stimmrecht Gebrauch zu machen.
Olga Rudel-Zeynek erlag am 25. August 1948, im Alter von 77 Jahren, einem Schlaganfall. Begraben wurde sie im Familiengrab in Mödling.

## Auszeichnungen & Ehrungen
- 1931: Goldenes Ehrenzeichen für Verdienste um die Republik Österreich
- 1932: Pro Ecclesia et Pontifice
- In Graz erinnert eine Gedenktafel an ihrem Wohnhaus in Geidorf sowie eine nach ihr benannte Straße im Bezirk Straßgang an Olga Rudel-Zeynek.[1]